# Collège royal militaire de Sandhurst
Le collège militaire royal (CMR) (Royal Military College, RMC), fondé en 1801 et établi en 1802 à Great Marlow et High Wycombe dans le Buckinghamshire, en Angleterre, mais déplacé en octobre 1812 à Sandhurst, Berkshire, est une académie militaire de l'armée britannique pour la formation des officiers d'infanterie et de cavalerie des Armées britanniques et indiennes.
Le CMR est réorganisé au début de la Seconde Guerre mondiale, mais certaines de ses unités restent opérationnelles à Sandhurst et Aldershot. En 1947, le collège militaire royal a fusionné avec l'Académie royale militaire de Woolwich pour former l'actuelle Académie royale militaire de Sandhurst.

## Histoire

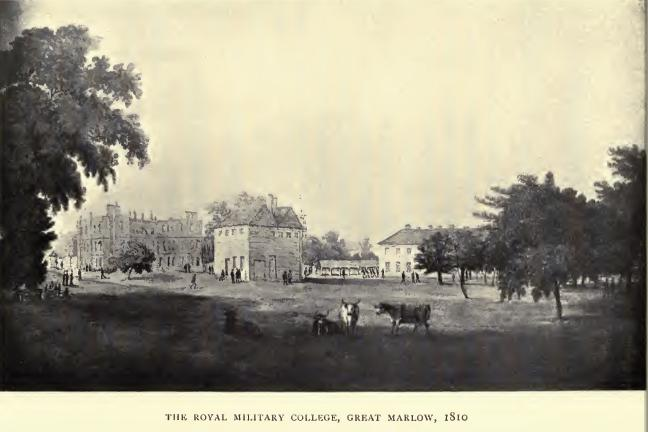
Le collège de Great Marlow

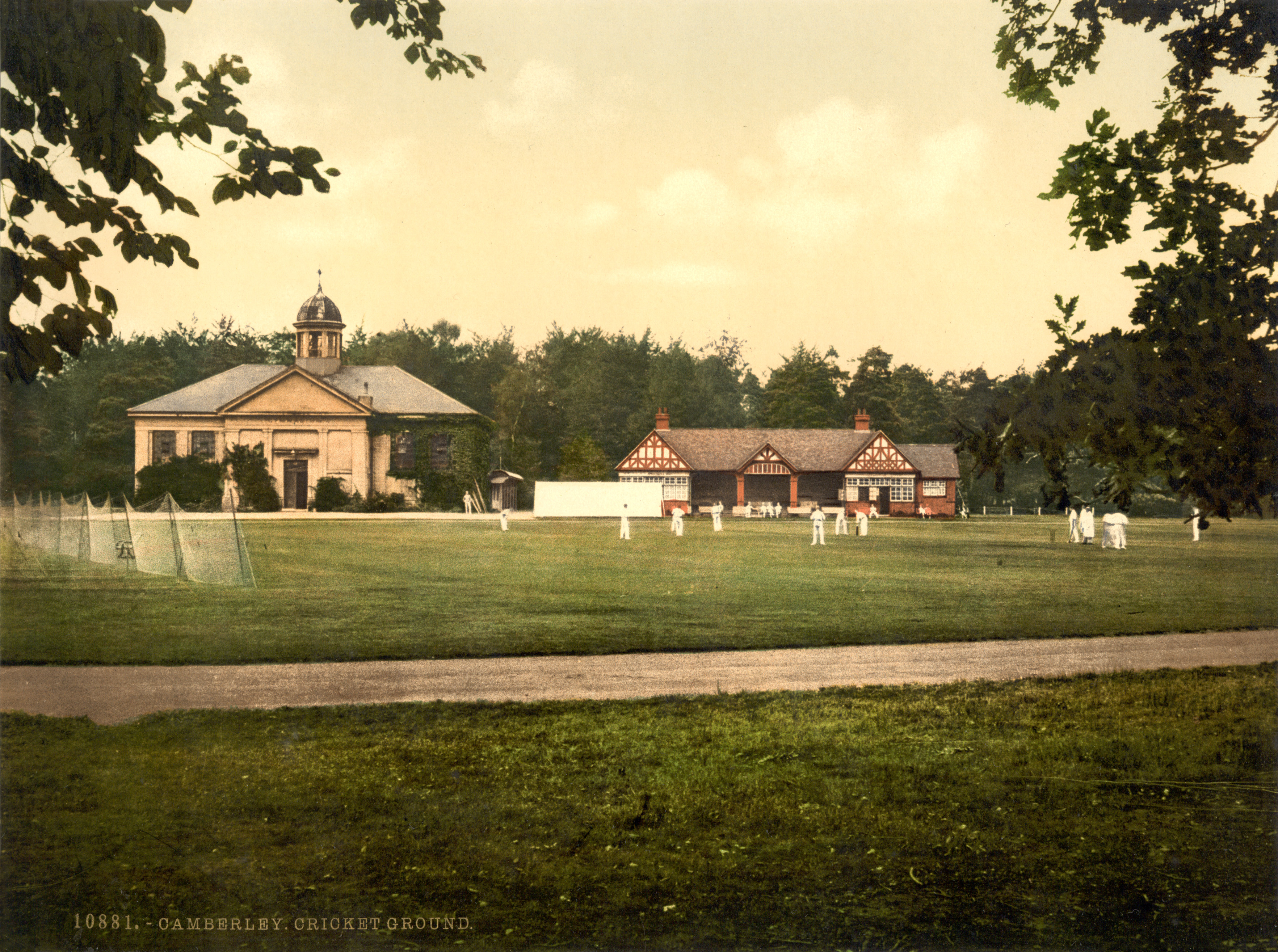
Le terrain de cricket du CMR, v. 1895

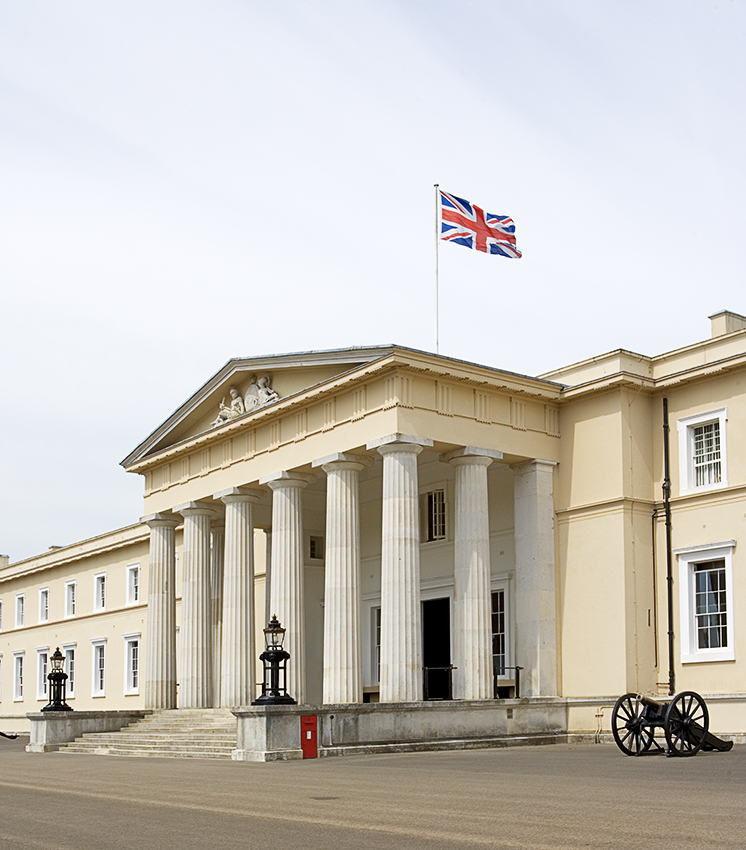
Bâtiment de l'ancien collège à Sandhurst

Avant le collège, l'Académie royale militaire de Woolwich, avait été créée en 1741 pour former des officiers d'artillerie et du génie, mais il n'y avait aucun établissement de ce type pour la formation des officiers d'infanterie et de cavalerie.
Le collège militaire royal a été conçu par le colonel John Le Marchant, dont le projet de création d'écoles pour l'instruction militaire des officiers à High Wycombe et Great Marlow a d'abord rencontré une forte résistance pour des raisons de coût.
Il existait déjà quelques petites académies militaires privées pour les aspirants officiers d'infanterie et de cavalerie, notamment celle qui avait été exploitée à Chelsea par Lewis Lochée d'environ 1770 jusqu'à sa dissolution en 1790. Mais aucun d'entre eux n'a reçu l'approbation formelle du gouvernement britannique
En 1799, Le Marchant fonde une école d'officiers d'état-major à High Wycombe. En 1801, le Parlement vota une subvention de 30 000 £ pour ses propositions les plus ambitieuses et en 1801 l'école des officiers d'état-major de High Wycombe devint le département principal du nouveau collège militaire. En 1802, après avoir été nommé premier lieutenant-gouverneur du collège, Le Marchant a ouvert son département junior dans une grande maison appelée Remnantz dans West Street, à Marlow,, pour former des gentilshommes cadets pour les régiments d'infanterie et de cavalerie. de l'armée britannique et pour les armées de la présidence d'Inde britannique. 1802 est la même année que la fondation de l'armée française de Saint-Cyr et de West Point aux États-Unis. Le général William Harcourt a été nommé premier gouverneur du collège militaire royal de Great Marlow  et est resté en poste jusqu'en 1811.
En janvier 1809, la Compagnie des Indes orientales créa son propre séminaire militaire des Indes orientales à Addiscombe pour former des officiers pour ses armées.
En 1812, le département junior du collège a déménagé de Great Marlow dans des bâtiments construits à cet effet à Sandhurst conçus par James Wyatt , et y a été bientôt rejoint par le département senior, migrant de High Wycombe. En 1858, cela devint une institution distincte, le Staff College.
Au début de la Seconde Guerre mondiale, de nombreux cadets et membres du personnel du collège militaire royal ont été mobilisés pour le service actif, mais les bâtiments de Sandhurst sont restés le siège de la 161e unité de formation des élèves-officiers d'infanterie du CMR. En 1942, cette unité a déménagé à Mons Barracks, Aldershot, et pour le reste de la guerre, le campus de Sandhurst a été utilisé comme unité de formation des élèves-officiers du Royal Armored Corps.
En 1947, une nouvelle Académie royale militaire de Sandhurst est créée sur le site du collège militaire royal, fusionnant l'Académie royale militaire de Woolwich (qui avait formé des officiers pour l'Artillerie royale et le Génie royal de 1741 à 1939) et le Collège militaire royal (1802 à 1942), avec pour objectif la formation des officiers de toutes les armes et de tous les services.

## Gouverneurs et commandants
Le collège militaire royal était à l'origine dirigé par un gouverneur, qui était une figure de proue, souvent non-résident, un lieutenant-gouverneur, qui avait le commandement quotidien du collège, et un commandant, qui était l'officier responsable du cadets. En 1812, les postes de lieutenant-gouverneur et de commandant ont été fusionnés dans le rôle de commandant. En 1888, les deux postes supérieurs restants, gouverneur et commandant, ont été fusionnés en une seule nomination de gouverneur et commandant, qui en 1902 a été rebaptisée «commandant».

## Cadets notables
Les cadets les plus notables du RMC Sandhurst comprennent:
- William Denison (1825-1826), gouverneur de Nouvelle-Galles du Sud[12]
- Maréchal Edward de Saxe-Weimar (1840-1841)
- Maréchal Frederick Roberts (1850-1851)[13]
- Frederick Stanley (1861-1862), gouverneur général du Canada
- Alphonse XII d'Espagne (1876)[14]
- Maréchal Herbert Plumer (1875-1876)
- John Hope (1878-1879), gouverneur général d'Australie
- Ronald Munro-Ferguson (1879-1880), gouverneur général d'Australie
- Maréchal Edmund Allenby (1881-1882)
- Charles Fergusson (1882-1883), gouverneur général de Nouvelle-Zélande
- Maréchal Douglas Haig (1884-1885)[15]
- Winston Churchill (1894)[16]
- Alexander de Teck (1894), gouverneur général de l'Union sud-africaine et gouverneur général du Canada[17]
- Maréchal Archibald Wavell (1900-1901), vice-roi de l'Inde
- Maréchal Bernard Montgomery (1907-1908)[18]
- Oswald Mosley (1914), chancelier du duché de Lancaster[19]
- Feld-maréchal Kodandera Madappa Cariappa (1918-1919), premier général amérindien à part entière de l'armée indienne[20]
- Maréchal Henry de Gloucester (1919), gouverneur général d'Australie[21]
- Maréchal Ayub Khan (1926-1927), président du Pakistan[22]
- Ian Fleming (1927), auteur, créateur de James Bond[23]
- David Niven (1930), acteur, romancier[24]